# Brühlstraße 9 (Quedlinburg)

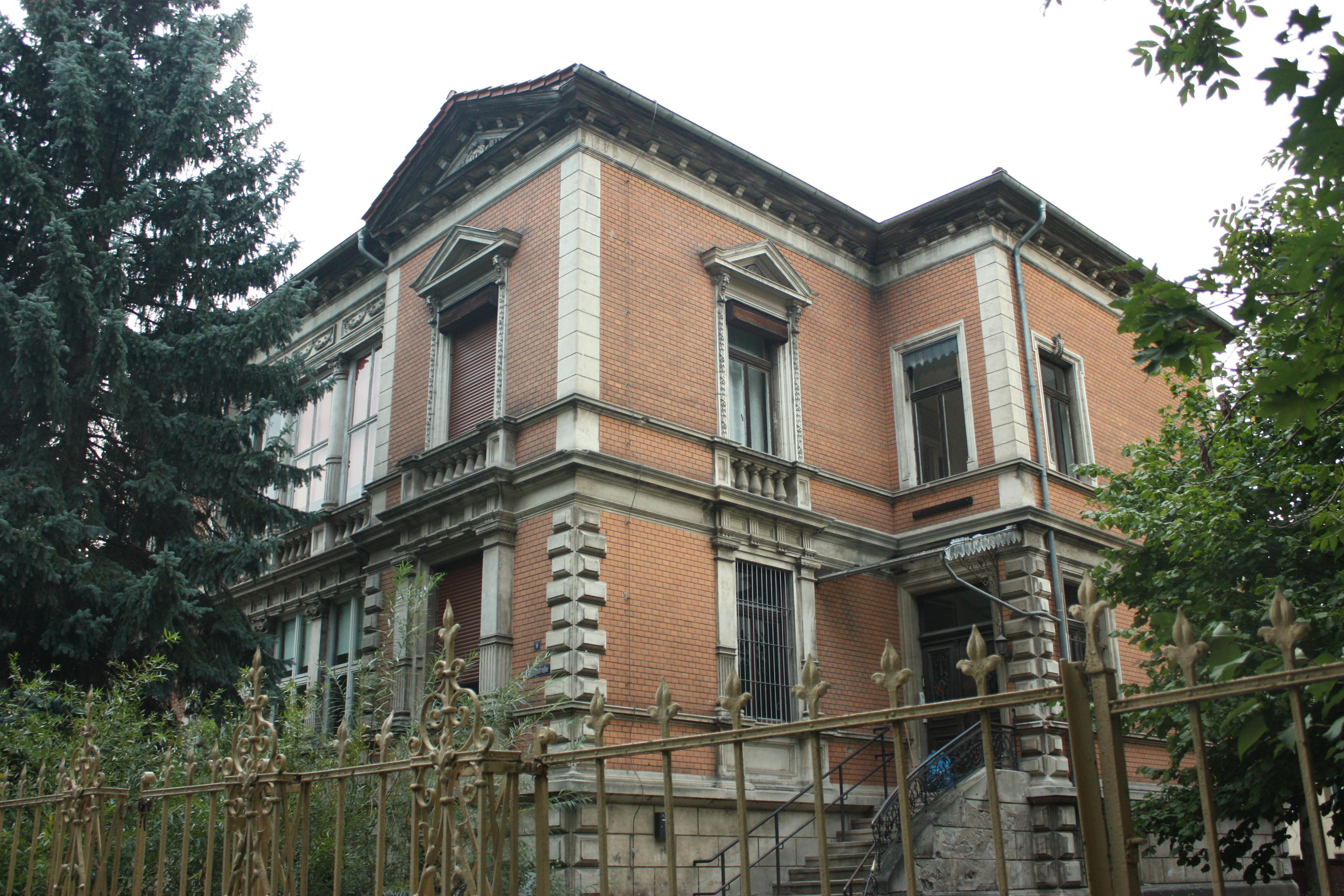
Villa Brühlstraße 9

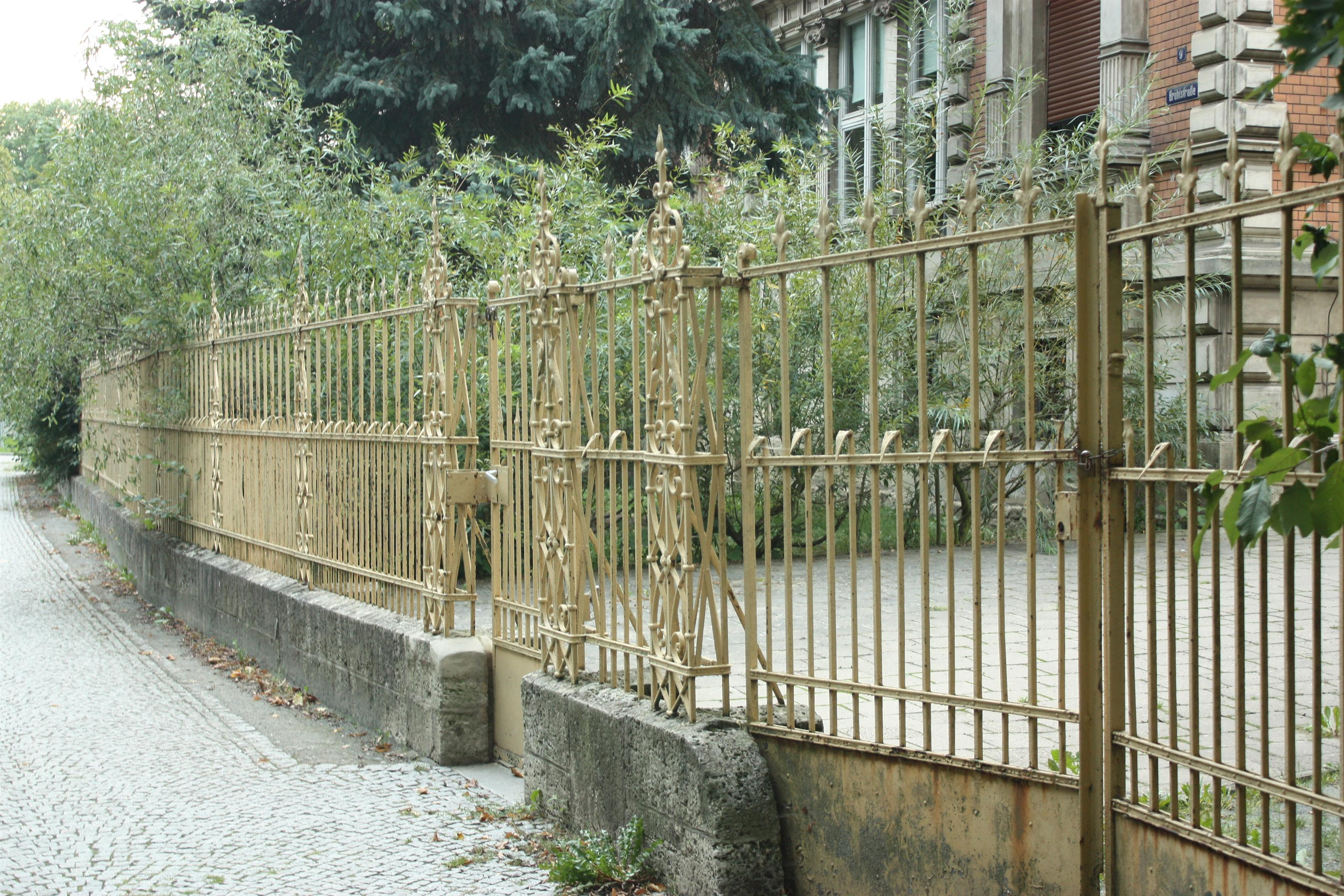
Zaun

Das Haus Brühlstraße 9 ist eine denkmalgeschützte Villa in der Stadt Quedlinburg in Sachsen-Anhalt.

## Lage
Sie liegt südlich des Quedlinburger Schloßberges an der Ecke Brühlstraße/Billungstraße und ist im Quedlinburger Denkmalverzeichnis eingetragen.

## Architektur und Geschichte
Im Jahr 1897 wurde die Villa durch den Braunschweiger Architekten Friedrich Staeding als Klinkerbau errichtet. Die Gestaltung erfolgte im Stil des Spätklassizismus, der sich sowohl im Grundriss, als auch in der Dekoration ausdrückt. Die Grundstückseinfriedung erfolgt durch einen schmiedeeisernen Zaun. Auf dem Grundstück befindet sich ein alter Baumbestand.